# Mostgummi-Eukalyptus
Der Mostgummi-Eukalyptus (Eucalyptus gunnii) ist eine Pflanzenart innerhalb der Familie der Myrtengewächse (Myrtaceae). Sie kommt ausschließlich in Tasmanien vor und wird dort „Cider Gum“ genannt.

## Beschreibung

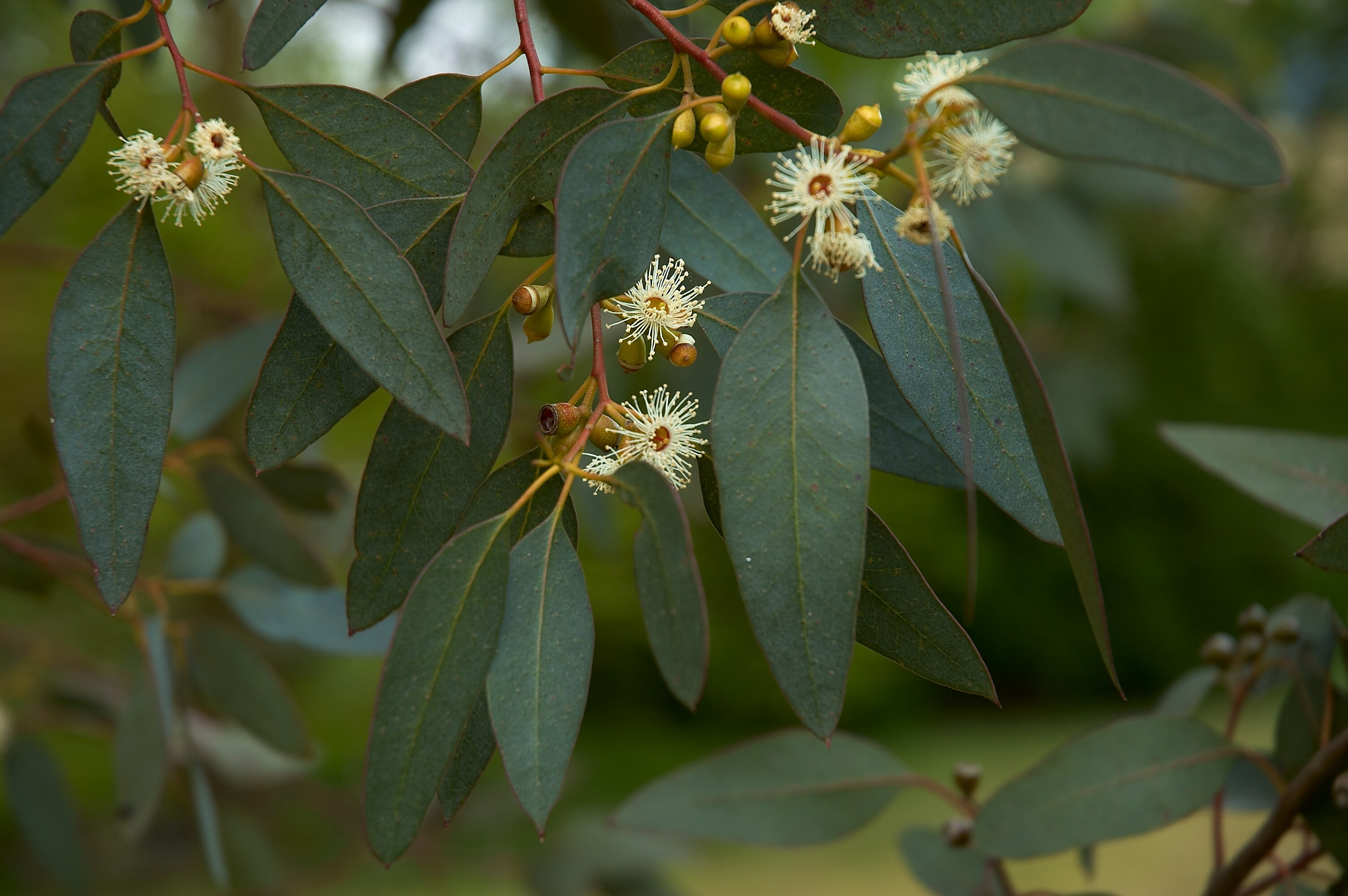
Laubblätter und Blüten

### Erscheinungsbild und Blatt
Der Mostgummi-Eukalyptus wächst als Baum. Die glatte Borke ist weiß, grau oder grün. Öldrüsen gibt es sowohl in der Borke als auch im Mark.
Bei Eucalyptus gunnii liegt Heterophyllie vor. Die gegenständigen, sitzenden Laubblätter an mittelalten Exemplaren besitzen eine einfache, eiförmige bis kreisförmige, gerade, ganzrandige und matt grau-grüne Blattspreite. Die einfarbig glänzend grünen Laubblätter an erwachsenen Exemplaren sind relativ dick, breit-lanzettlich oder elliptisch, gerade mit sich verjüngender Spreitenbasis und gerundetem oder ausgerandetem oberen Ende. Die kaum erkennbaren Seitennerven stenen im spitzen Winkel. Die Keimblätter Kotyledonen sind verkehrt-nierenförmig und zweilappig.

### Blütenstand, Blüte und Frucht
Seitenständig auf einem bei einem Durchmesser von bis zu 3 mm im Querschnitt stark abgeflachten oder kantigen Blütenstandsschaft steht ein einfacher Blütenstand, der drei Blüten enthält.
Die Blütenknospe ist zylindrisch oder keulenförmig und blaugrün bemehlt. Die zwittrige Blüte ist radiärsymmetrisch mit doppelter Blütenhülle. Die Kelchblätter bilden eine Calyptra, die früh abfällt. Die glatte Calyptra ist halbkugelig, so lang und so breit wie der glatte Blütenbecher (Hypanthium). Die Blüten sind weiß oder cremefarben.
Die Frucht ist zylindrisch oder urnenförmig. Der Diskus ist eingedrückt und die Fruchtfächer sind eingeschlossen.

## Vorkommen

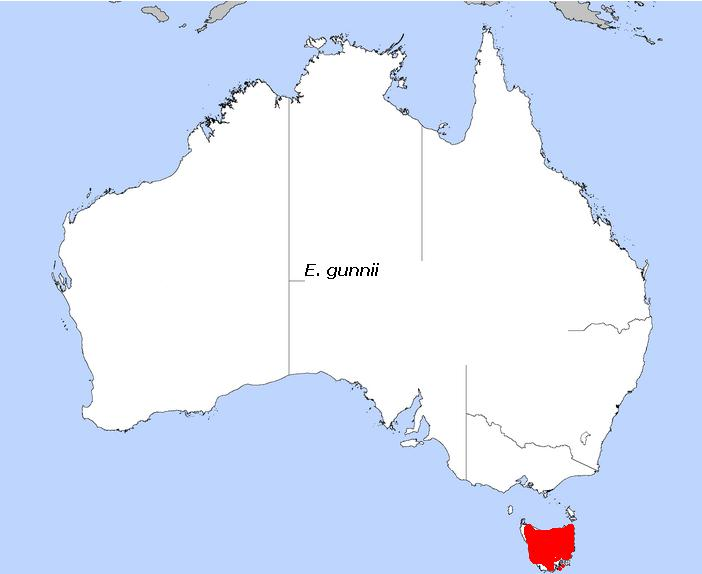
Verbreitungsgebiet

Eucalyptus gunnii kommt nur in Tasmanien auf den Ebenen und Hängen des zentralen Hochlandes in Höhenlagen bis zu 1100 Meter vor, sowie vereinzelt südlich von Hobart.

## Systematik
Die Erstbeschreibung von Eucalyptus gunnii erfolgte 1844 durch den britischen Botaniker Joseph Dalton Hooker unter dem Titel Note on the Cider Tree im London Journal of Botany, Volume 3, S. 499. Das Typusmaterial weist die Beschriftung „on the elevated tablelands of the interior of Tasmania, especially in the neighbourhood of the lakes (Gunn. n. 1084, 1080 ,1082)“ auf.
Es gibt zwei Unterarten:
- Eucalyptus gunnii subsp. divaricata (McAulay & Brett) B.M.Potts (Syn.: Eucalyptus divaricata McAulay & Brett,  Eucalyptus whittingehameii Landsb., Eucalyptus gunnii var. undulata Rehder, Eucalyptus gunnii var. montana Hook.f., Eucalyptus perriniana R.T.Baker & H.G.Sm. nom. illeg.)[6]
- Eucalyptus gunnii Hook.f. subsp. gunnii, (Syn.: Eucalyptus gunnii Hook.f. var. gunnii)[6]

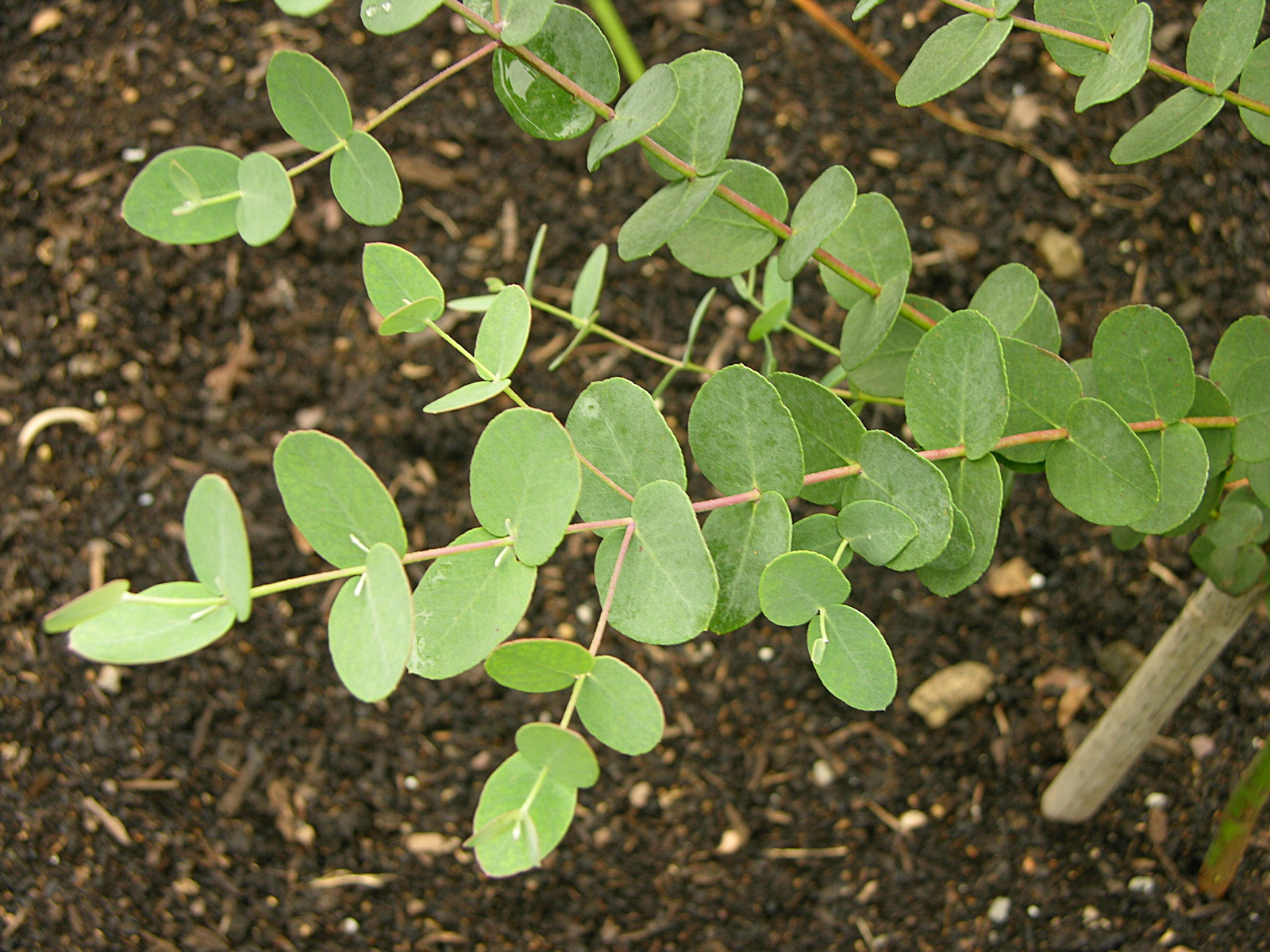
Blätter an Jungpflanzen der Sorte Eucalyptus gunnii 'Silver Drop'

## Nutzung
Der Mostgummi-Eukalyptus dient als Zierpflanze in Gärten und Parkanlagen auf den britischen Inseln und einigen anderen Teilen Westeuropas. Er kann tiefe Temperaturen bis −14 °C, kurzzeitig auch bis −20 °C, widerstehen.